# 2011년 세계 배드민턴 선수권 대회
제19회 세계 배드민턴 선수권 대회는 2011년 8월 8일에서 14일까지 영국 런던에서 열린 국제 배드민턴 대회이다. 중국은 이 대회 다섯 종목을 모두 휩쓸며 전종목 세 번째 전종목 석권을 이루어냈다. 전 대회의 모든 종목의 타이틀을 방어하는 데 성공한 것은 처음 있는 일이었다.

## 메달리스트
| 종목                   | 금                  | 은                          | 동                            |
| ---------------------- | ------------------- | --------------------------- | ----------------------------- |
| 남자 단식 자세히       | 린단 중국           | 리총웨이                    | 천진                          |
| 남자 단식 자세히       | 린단 중국           | 리총웨이                    | 페테르 가데                   |
| Wo남자 단식 자세히     | 왕이한              | 정사오제                    | 율리아네 솅크                 |
| Wo남자 단식 자세히     | 왕이한              | 정사오제                    | 왕신                          |
| Men's Doubles 자세히   | 차이윈 푸하이펑     | 고성현 유연성               | 정재성 이영대                 |
| Men's Doubles 자세히   | 차이윈 푸하이펑     | 고성현 유연성               | Muhammad Ahsan 보나 셉타노    |
| Women's Doubles 자세히 | {왕샤오리 위양 중국 | 톈칭 자오윈레이             | 마에다 미유키 스에쓰나 사토코 |
| Women's Doubles 자세히 | {왕샤오리 위양 중국 | 톈칭 자오윈레이             | Jwala Gutta Ashwini Ponnappa  |
| Mixed Doubles 자세히   | 장난 자오윈레이     | 크리스 애드콕 이머전 뱅키어 | 쉬천 마진 중국                |
| Mixed Doubles 자세히   | 장난 자오윈레이     | 크리스 애드콕 이머전 뱅키어 | 톤토위 아맛 릴리야나 낫시르   |

## 나라별 메달 집계
| 순위 | 국가          | 금메달 | 은메달 | 동메달 | 합계 |
| ---- | ------------- | ------ | ------ | ------ | ---- |
| 1    | 중국          | 5      | 1      | 3      | 9    |
| 2    | 대한민국      | 0      | 1      | 1      | 2    |
| 3    | 중화 타이베이 | 0      | 1      | 0      | 1    |
| 3    | 영국1         | 0      | 1      | 0      | 1    |
| 3    | 말레이시아    | 0      | 1      | 0      | 1    |
| 6    | 인도네시아    | 0      | 0      | 2      | 2    |
| 7    | 덴마크        | 0      | 0      | 1      | 1    |
| 7    | 독일          | 0      | 0      | 1      | 1    |
| 7    | 인도          | 0      | 0      | 1      | 1    |
| 7    | 일본          | 0      | 0      | 1      | 1    |
| 합계 | 합계          | 5      | 5      | 10     | 20   |

1. ^  – 영국은 스코틀랜드 선수와 잉들랜드 선수가 조를 이뤄 출전한 혼합 복식에서 은메달을 땄다.